# Spartaeus zhangi
Spartaeus zhangi är en spindelart som beskrevs av Peng X., Li S. 2002. Spartaeus zhangi ingår i släktet Spartaeus och familjen hoppspindlar. Inga underarter finns listade i Catalogue of Life.